# الهجوم على السياح في اليمن 2009

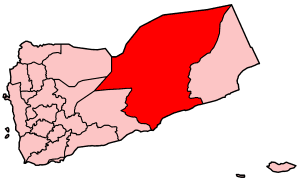
منطقة حضرموت باللون الأحمر.

الهجوم على السياح في اليمن 2009 كان هجوم انتحاري استهدف مجموعة من سياح في اليمن في منتصف مارس 2009. كان عدد السياح ستة عشر من كوريا الجنوبية في وقت الانفجار الأول في شبام، اليمن. قتل أربعة سياح كوريين إلى جانب المرشد السياحي اليمني في الهجوم الأساسي يوم 15 مارس 2009، في حين أصيب ثلاثة سياح آخرون. أما الانفجار الثاني فقد اودى بحياة أقارب الضحايا وكان ذلك في 18 مارس 2009. وقد نجح الجاني في قتل نفسه. جاء الهجوم الأول بعد عدة مكالمات من قبل أعضاء الشبكة العسكرية لتنظيم القاعدة لمهاجمة الزوار في المنطقة.